# キラウエア火山

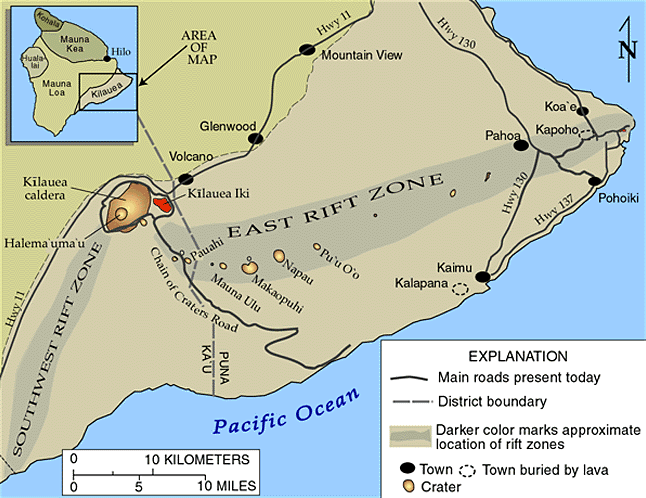
キラウエアの概略図

キラウエア（Kīlauea）は、ハワイ諸島のハワイ島を構成する5つの楯状火山の1つ。島の南東部に位置し、西隣のマウナロアと共にハワイ火山国立公園に指定されている。
約60万年前から30万年前に形成され始め、約10万年前に海面上に現れたと推定される活火山であり、現在もなお噴火が続いている。ハワイ・ホットスポットが生み出した火山としては、南方のロイヒに次いで新しく、現在、ハワイ‐天皇海山列の噴火活動が盛んな地域にある。
標高が低く、歴史上その火山活動がマウナ・ロア山の活動期と重なっていたために、かつてキラウエアは、隣にある巨大なマウナ・ロア山に付随する火山だと考えられていた。構造上、キラウエア火山には、かなり最近になって形成されたと考えられる頂上付近の大きなカルデラと、それぞれ東に125kmと西に35km延びている2つの活動的なリフト・ゾーンがあり、さらに、深さが不明の活断層が年間平均で2mmから20mm程度、垂直に移動している。
穏やかな噴火で知られるキラウエアであるが、1983年以来、ほぼ連続的に噴火し続けており、溶岩流の向かう方向によっては、溶岩が集落を飲み込み壊滅させることもある。1990年にカラパナ、2018年にカポホの集落が溶岩流によって消滅した。この2018年の噴火で溶岩の流出は停止している。

## 概要
キラウエアは、ハワイ語で「噴き出す」または 「多く撒き散らす」 を意味し、頻繁に溶岩の流出があることに関連している。キラウエアの山体は、地球上で最も大きいマウナ・ロアの南東斜面の上に載っている。
キラウエアの標高は1,247 mであり、マウナ・ロアの標高4,169 mと比べるとかなり低い。しかし、同諸島の中では最も火山活動が活発である。1983年以来、ほぼ継続的に噴火を継続させており、これはキラウエアの最近約500年間の歴史において、最も長く継続している噴火活動である。

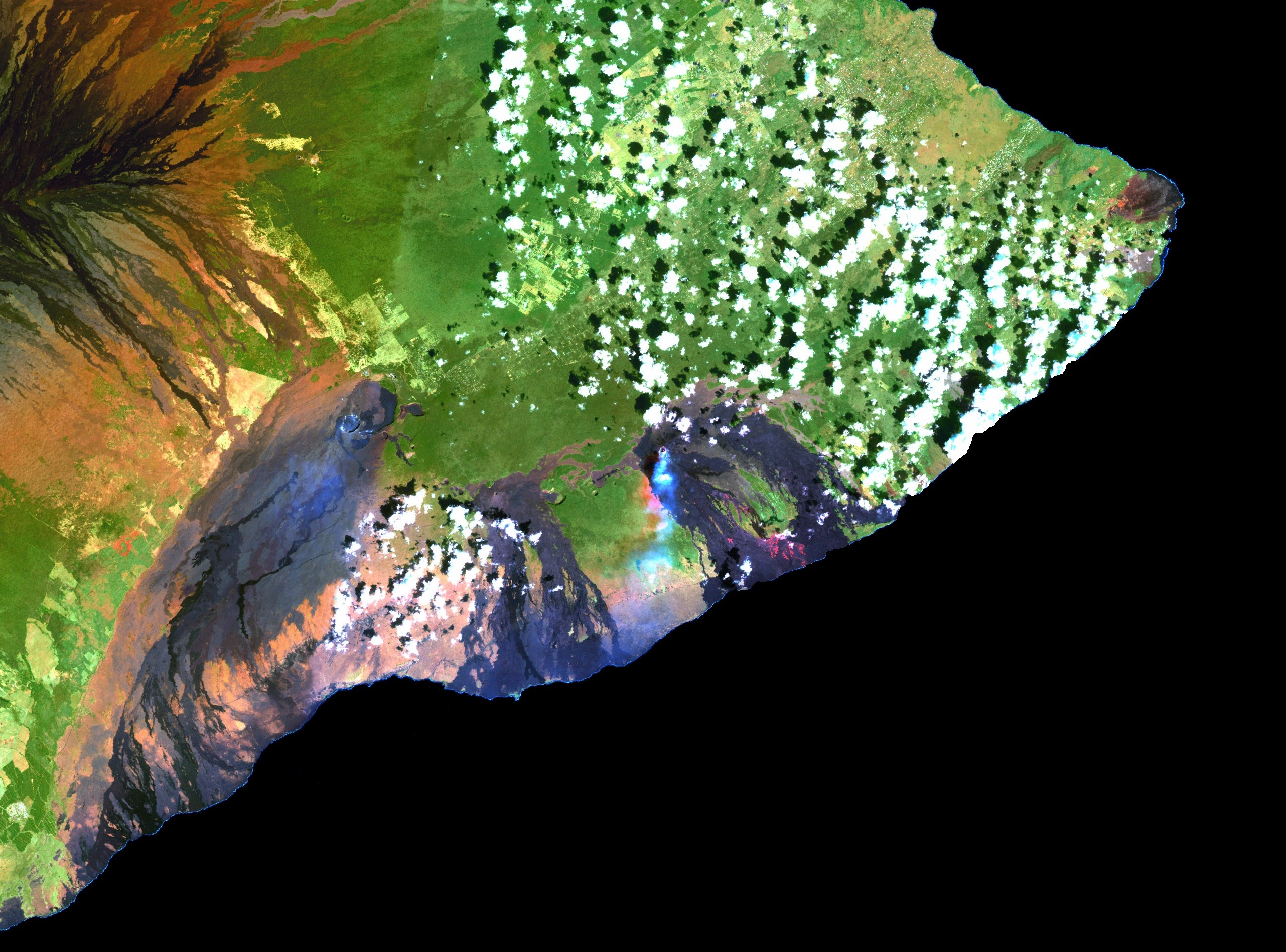
キラウエアの全体像。黒い箇所は比較的に新しい溶岩流のために植生が少ない場所。1999-2001年のデータ。

陸上部で発見された最も古い溶岩は約5万-7万年前に噴火したものである。表面の90%は1000年未満の溶岩流に覆われており、そのうちの約20%は200年未満の溶岩流である。
マグマは玄武岩質であり、数mから数百mの溶岩噴泉と、溶岩流を穏やかに発生させるハワイ式噴火を起こし、爆発的な噴火は稀である。このため比較的に安全な火山と認識されており、噴火中であっても観光の対象となっている。
キラウエアの南方の海底では、天皇海山列をつくりだしたハワイ・ホットスポットの火山として最も新しいロイヒ火山が活動を始めている。

## 主な地形
主な地形には次のようなものがある。
- キラウエア・カルデラ -火山体の中心にあるカルデラ。 大きさは5km×3km[3]。
  - ハレマウマウ火口 - キラウエアカルデラ内にある直径1kmの円形の火口。1924年にハレマウマウ溶岩湖の頭位が下がったため、地下水が火道内に流入して水蒸気爆発が起こった[3]。2008年3月19日、84年ぶりにハレマウマウ火口が爆発を起こした[4]。2018の噴火で大きく陥没した。（比較画像）
    - オーバールック火口 - ハレマウマウ火口内の溶岩湖になっている火口。2018の噴火で消失。
- イーストリフトゾーン - カルデラから東に伸びる噴火帯。自重のせいで山体が南へ側方移動しているため、カルデラからいったん南へ湾曲している[3]。
  - キラウエアイキ火口 - キラウエアカルデラの東に隣接する。1868年と1959年に噴火。後者では数百mに達する溶岩噴泉が観測された。
    - プウプアイ - キラウエアイキ火口の1959年の溶岩噴泉でつくられたスコリア丘[3]。

  - マカオプヒ火口
  - ナパウ火口
  - プウ・オオ火口 - 1983年の噴火で生じた火口。以来、ほぼ断続的に噴火を継続させ、溶岩流を生み続けていたが[7]、2018年の噴火で溶岩の噴出は停止している。
  - カポホ火口 - 東端部にある火口（タフコーン）。内部にグリーン湖があったが2018年の噴火の溶岩流で消失した。
- サウスウエストリフトゾーン - カルデラから南西に伸びる噴火帯。1823年と1919-1920年に活動が知られている[7][8]。

## 近現代の噴火史
キラウエアは、20世紀中に、45回の噴火が記録されている。1983年1月にプウ・オオ火口から始まった噴火は、幾度かの活動の不活発化はあるものの、2017年3月の時点で、34年間も継続している。玄武岩質のマグマは粘度が低いため、溶岩流はまずは地表を伝い、表面が冷え固まった後は地下の溶岩洞を伝って流れ続けている。
1790年に有史での最大の爆発が起こっている。火砕サージが発生し約80名が死亡した。1924年にはハレマウマウ火口に近づいて写真を撮っていた1名が爆発によって飛んだ岩に打たれ死亡している。

### 1983年からの噴火

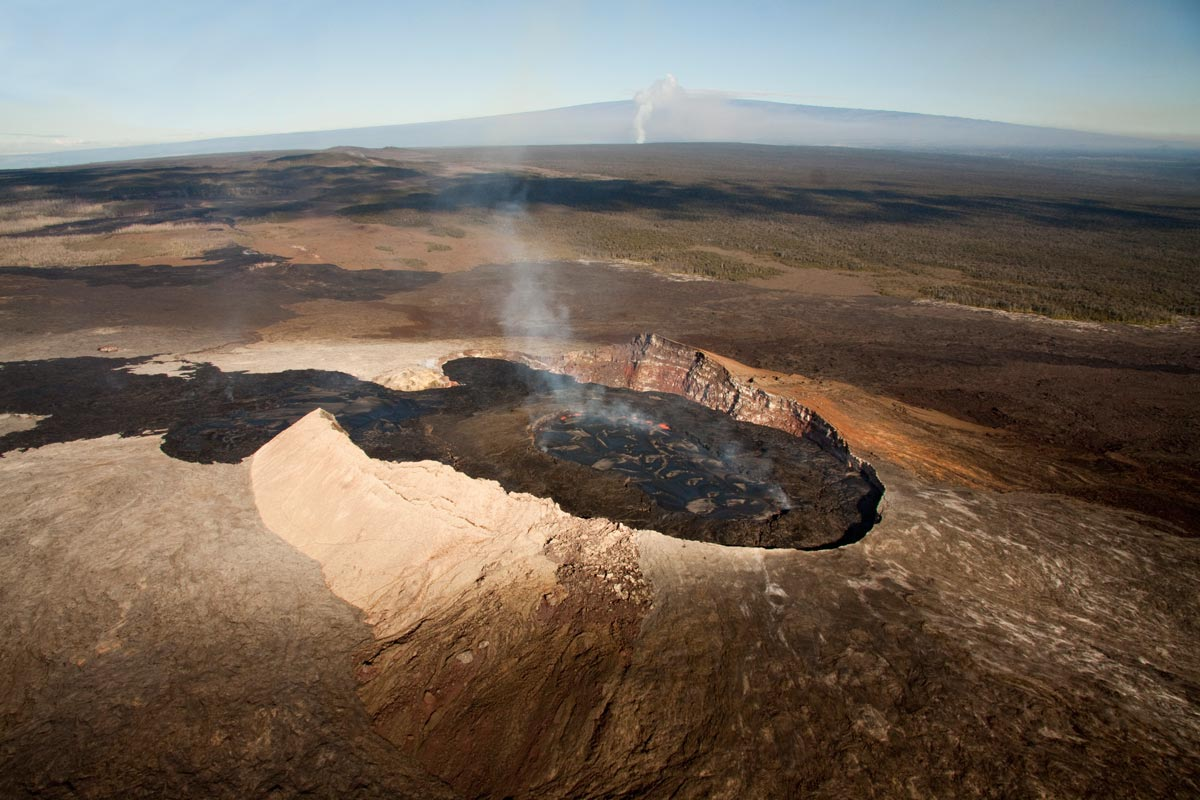
2011年のプウ・オオ火口。1983年から2018年まで噴火が数十年続いていた。現在は2018年に別の場所で起こった噴火の影響で大きく陥没している。奥はマウナ・ロア山の山体。

キラウエアのイーストリフトゾーンにあるナパウ火口（Napau crater）の近くから、1983年1月3日夜に断続的な割れ目噴火の活動が始まり、1983年6月から1986年7月までの3年間には、断続的な溶岩噴泉の活動を通じて、プウ・オオ火砕丘が形成された。
溶岩流は、1986年に最初の住居を飲み込み、1990年8月20日までにはカラパナの集落を埋め尽くして海まで到達し、さらに海を埋め立ててカイム集落まで達している。州道11号線を出て南海岸へ向かう州道130号線は以前火山国立公園のチェーン・オブ・クレーターズ・ロードへつながっていたが、2017年現在でも溶岩流に切断されたままである。
2012年までにプウ・オオ火口は、4 km3の溶岩を噴出させ、125.5 km2を覆い、2.02 km2の新たな陸地を生み出した。そして州道の14.3 kmを埋め、214件の建物を壊した。

#### 2014年の溶岩流
2014年12月からの火山活動では、プウ・オオ火口の東北東12kmの位置から溶岩流を発生させ、パホアの集落と州道130号線付近まで達した。大きな被害はない。

#### 2018年の噴火

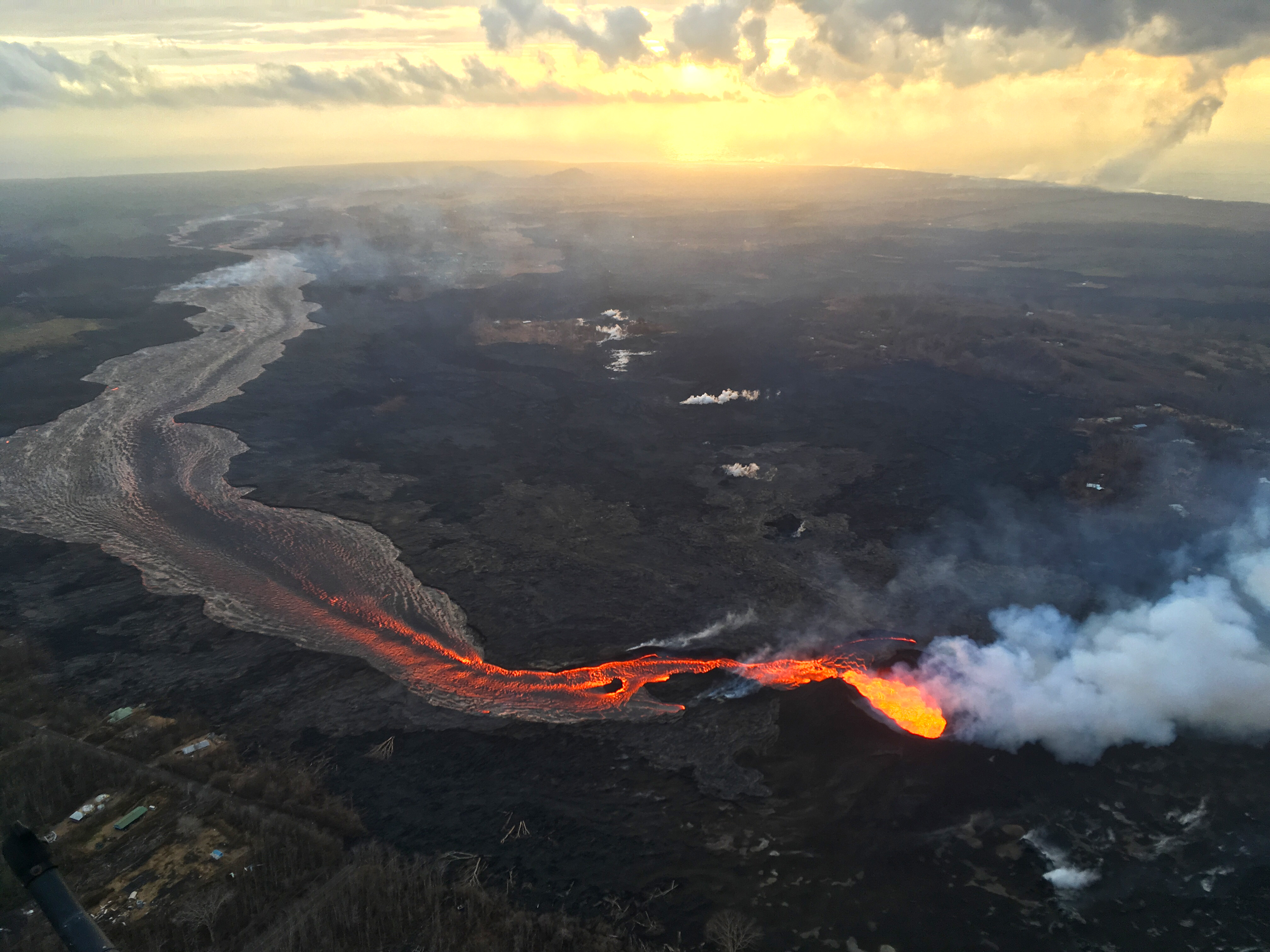
2018年の噴火

2018年4月30日の頻発地震に始まり、5月4日にはプウ・オオ火口の火口底が消失、同日にレイラニ・エステーツ (Leilani Estates) から割れ目噴火が始まる。5月4日、マグニチュード6.9の強い地震（ハワイ地震 (2018年)）が起きた。その後、ハレマウマウ火口内にあるオーバールック火口の溶岩湖が低下していき爆発が繰り返し起きた。またレイラニ・エステーツでの溶岩の流出で山頂カルデラの直下にあるマグマ溜まりが縮小し、地震とともにハレマウマウ火口周辺が大きく陥没していくのを繰り返した。溶岩流は、レイラニ・エステーツとその付近の住宅を破壊し、東端部へ流れた溶岩はカポホの集落を壊滅させカポホ湾を埋め立てた。8月上旬から急速に溶岩の流出が弱まり、9月上旬に溶岩の流出が止まった。

## 交通
ハワイ州道11号線がキラウエアとマウナ・ロアの境界付近を通っている。以前はハワイ州道130号線が海岸線を横断していたが、1983年からのプウ・オオ火口の噴火による溶岩流で分断されたままになっている。

## 観光
キラウエアカルデラの周辺が観光のハイライトである。ジャガー博物館、キラウエアイキ火口、サーストン溶岩洞などがある。カルデラ東から山を下り、海岸線に達するチェーン・オブ・クレーターズ・ロードが眺めの良い観光道路となっている。 ハワイ火山国立公園内にはよく整備されたたくさんのトレイルコースもある。ヒロ空港には観光用のセスナやヘリコプターを運行している会社もある。

### 観光スポット
- サーストン溶岩洞（英語版）
- ホレイ・シーアーチ
- キラウエア米軍キャンプ (日系人の強制収容所跡)

### 溶岩流の観察
プウ・オオ火口からの溶岩流が海に向かっていたので、2017年までは溶岩流見学場所（Lava Viewing Area）で溶岩が海に流れ落ちる様子を見ることができた。しかし到達するには、過去の溶岩流で湾岸の道路が寸断されたため、カイムから8.5マイルも多少起伏のある溶岩の上の道を歩くことになっていた。
過去には溶岩流でできた海岸（溶岩デルタ）が突然に海中に没し、2名が亡くなる事故も起こっている。しかし、プウ・オオ火口の噴火が始まった1983年から2017年1月現在までの死者はこの2名だけである。

## 画像

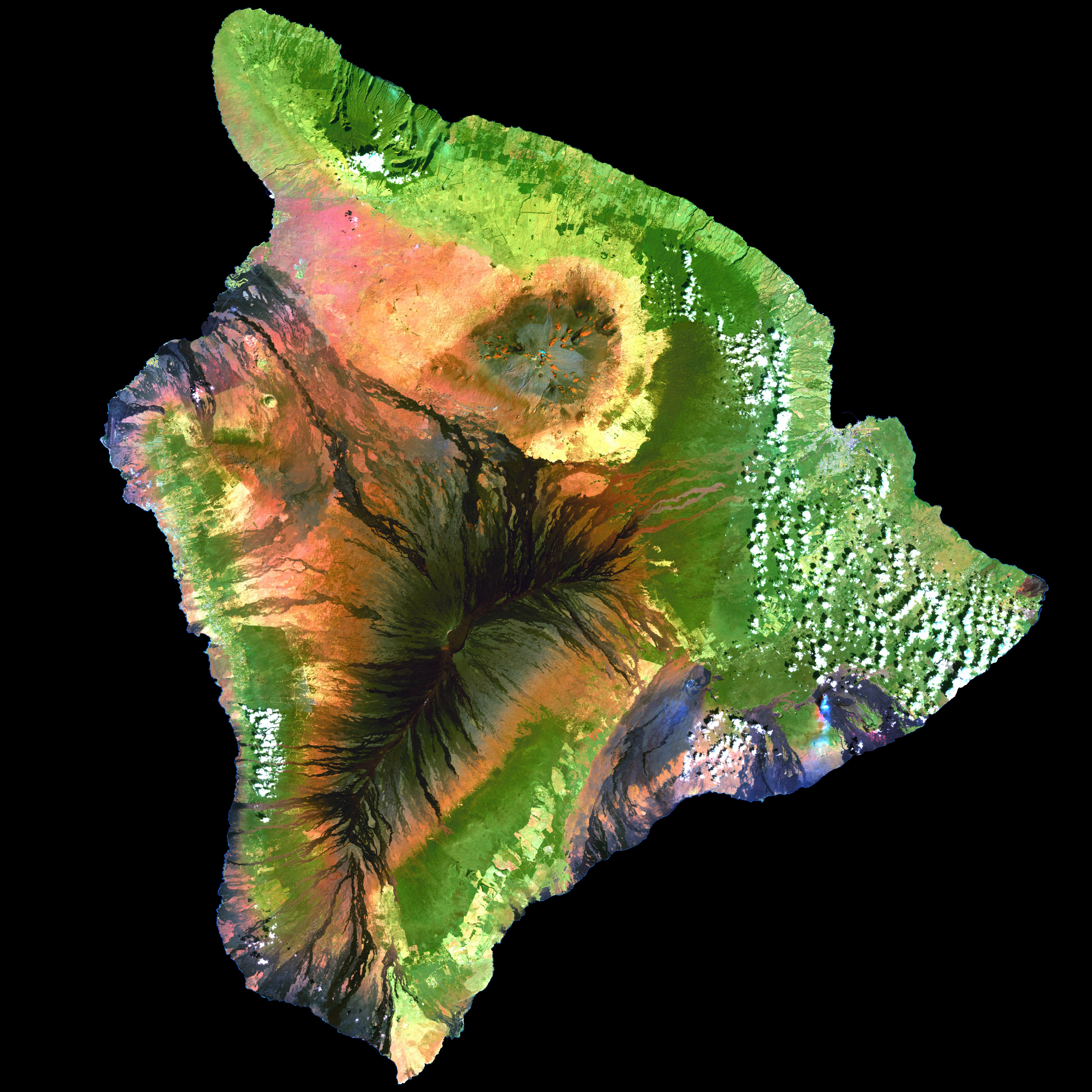
ハワイ島。1999-2001年のデータ。
火山の位置関係。
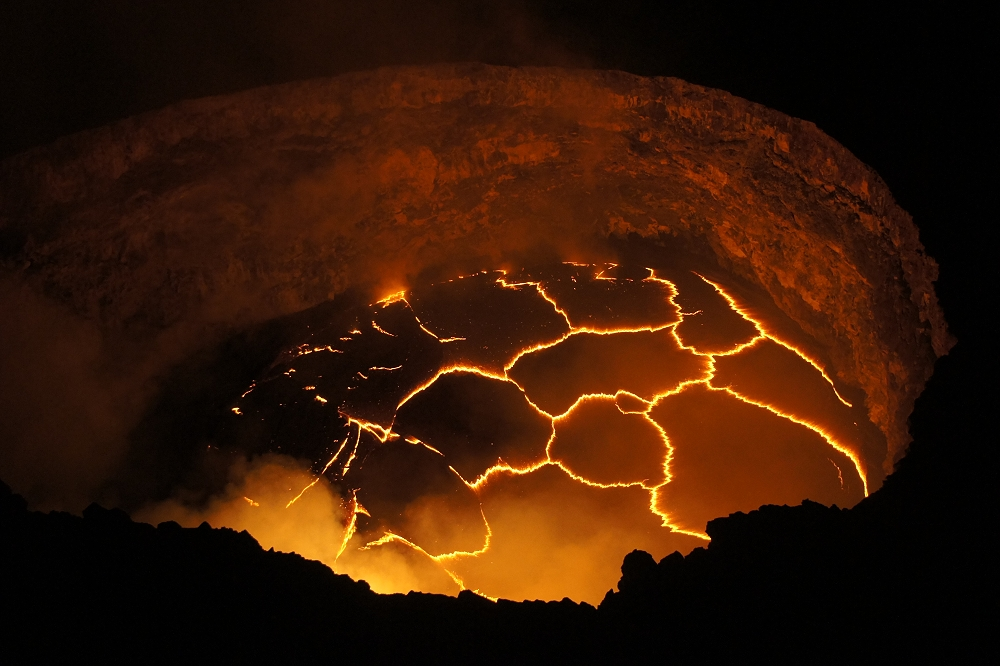
ハレマウマウ火口にあるオーバールック火口の溶岩湖。2012年。2018の噴火で消失。
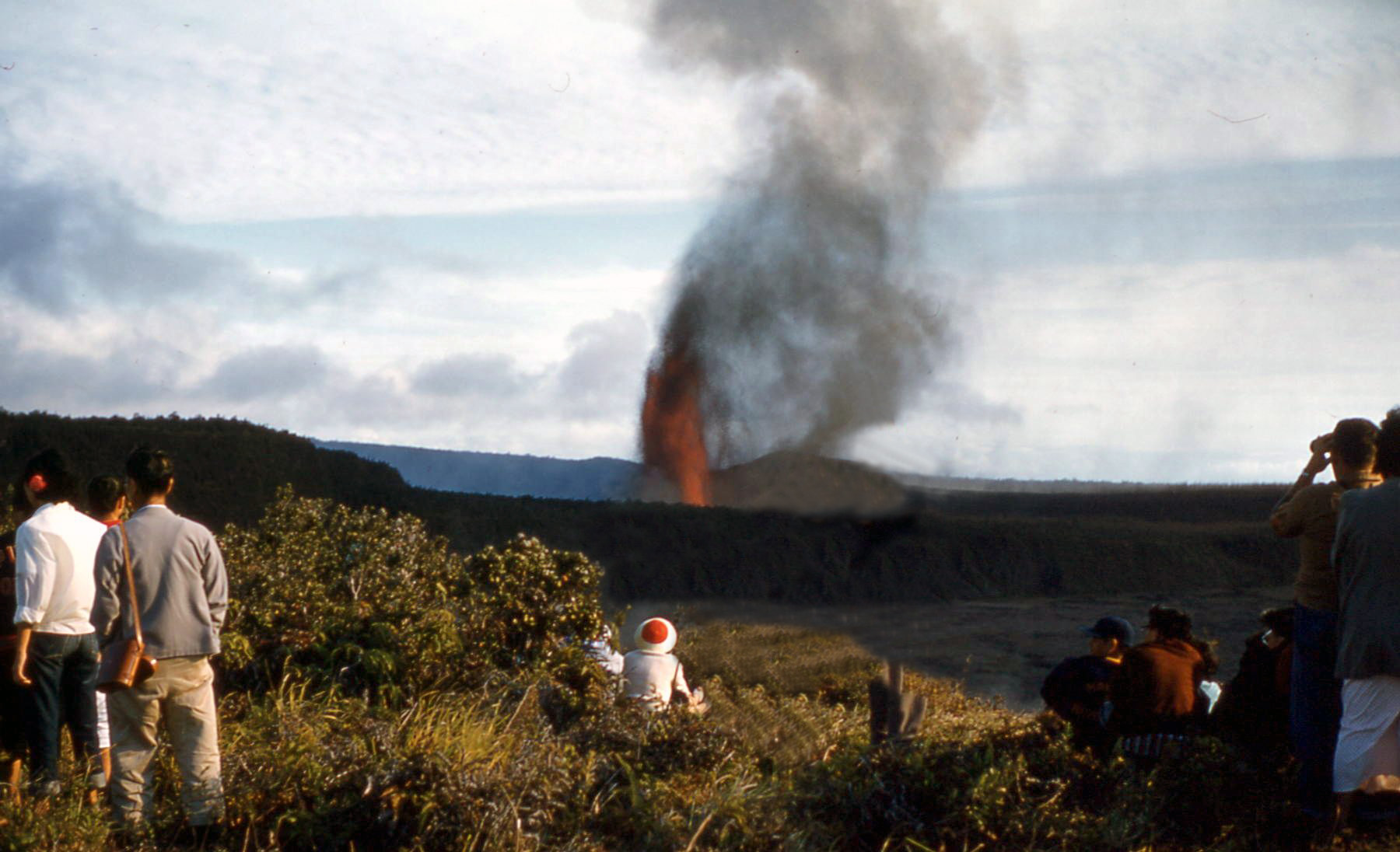
激しくマグマを噴き上げるキラウエアイキ火口。1959年。
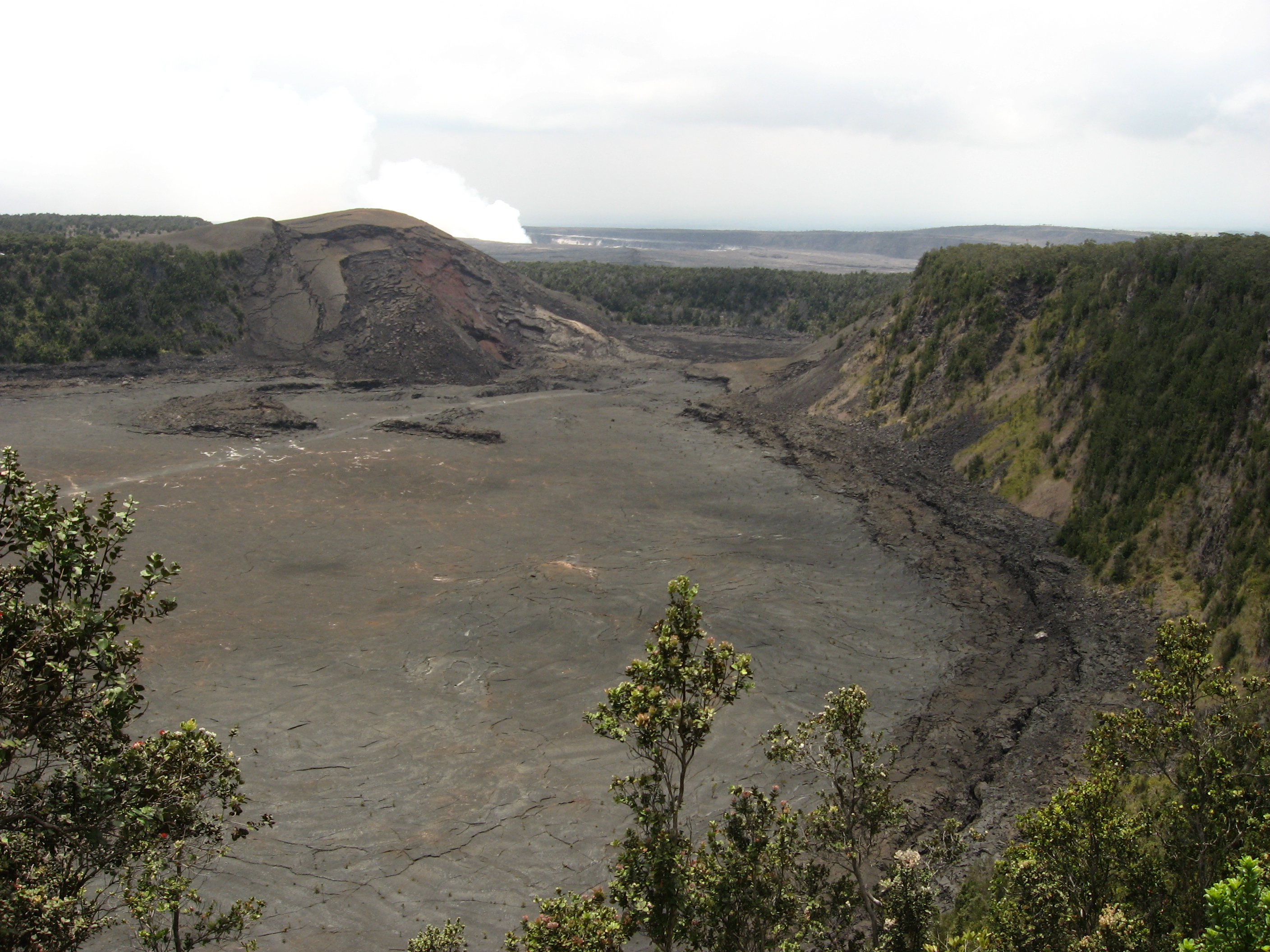
キラウエアイキ火口。左上の丘がプウプアイ。2010年。
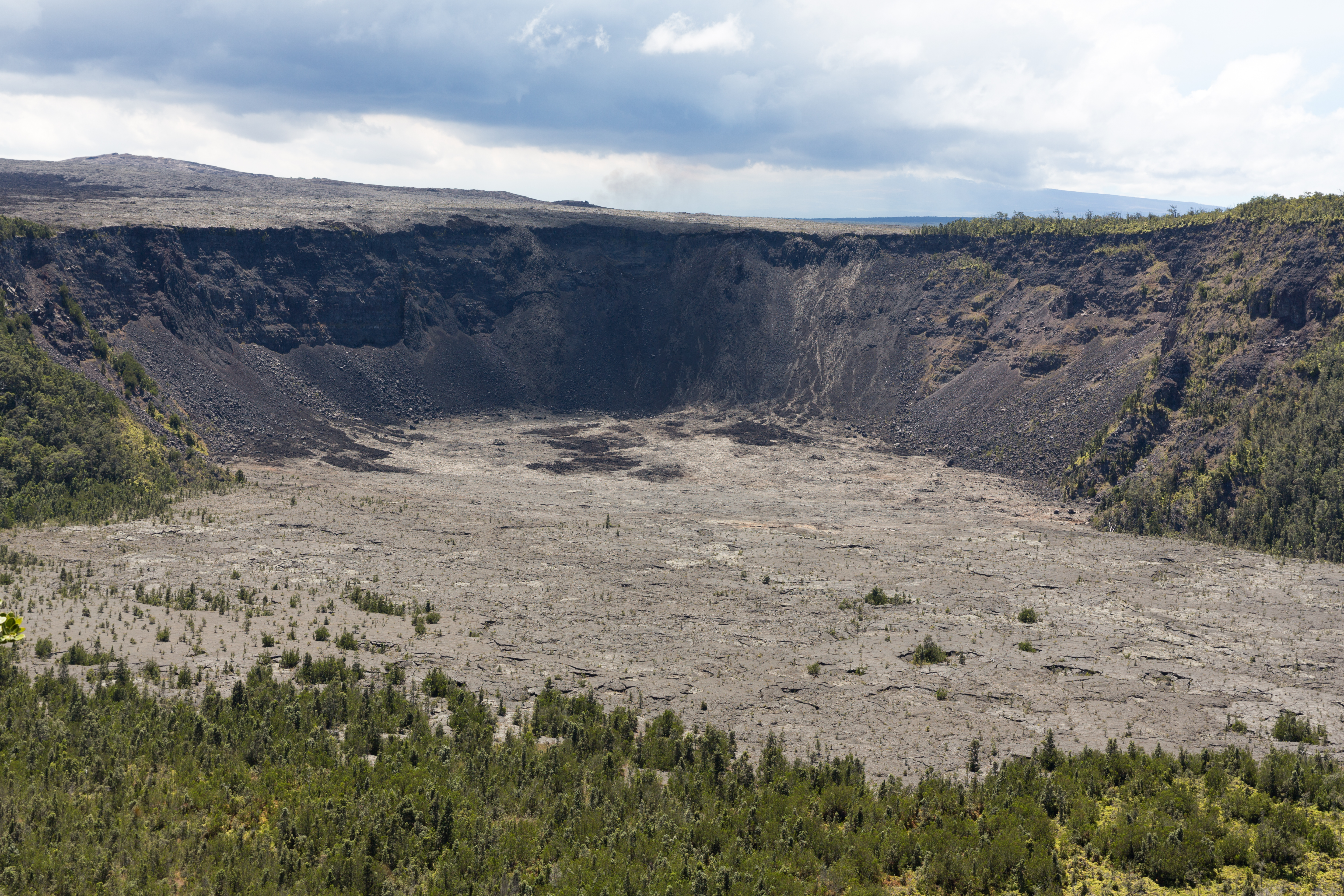
マカオプヒ火口。
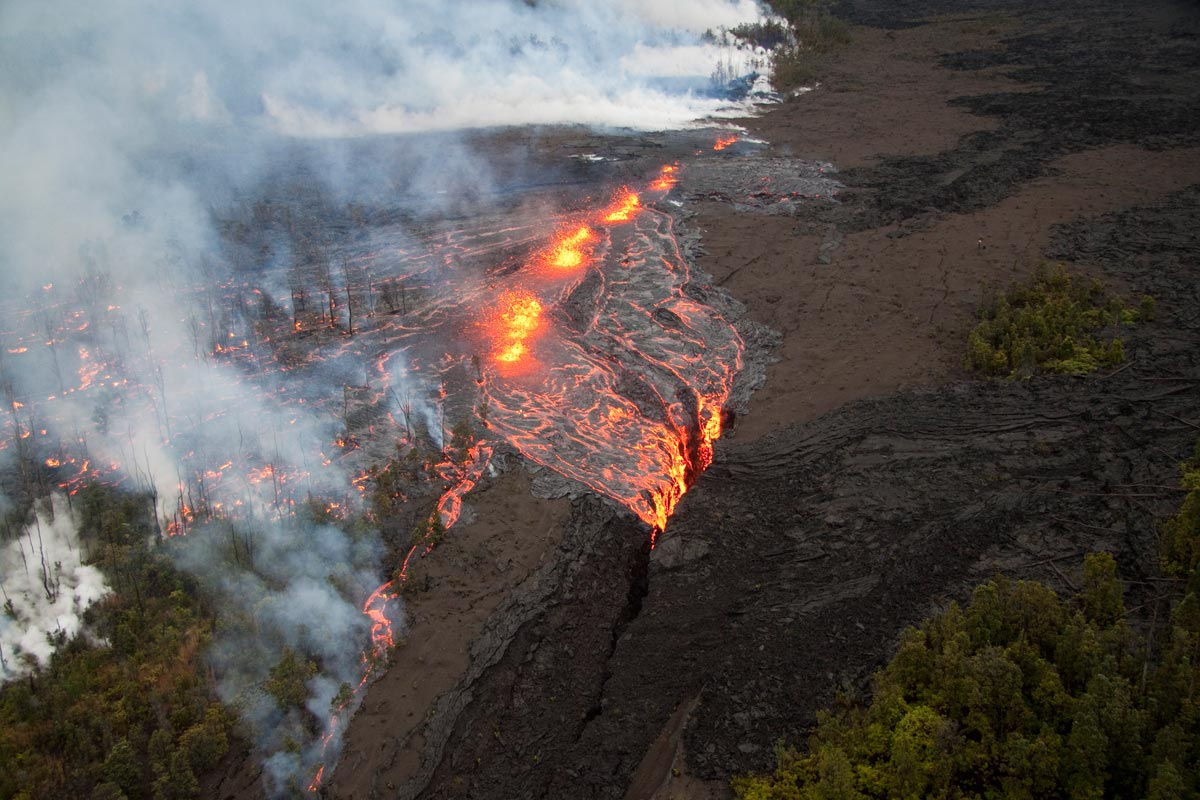
2011年のカモアモア割れ目からの噴火。
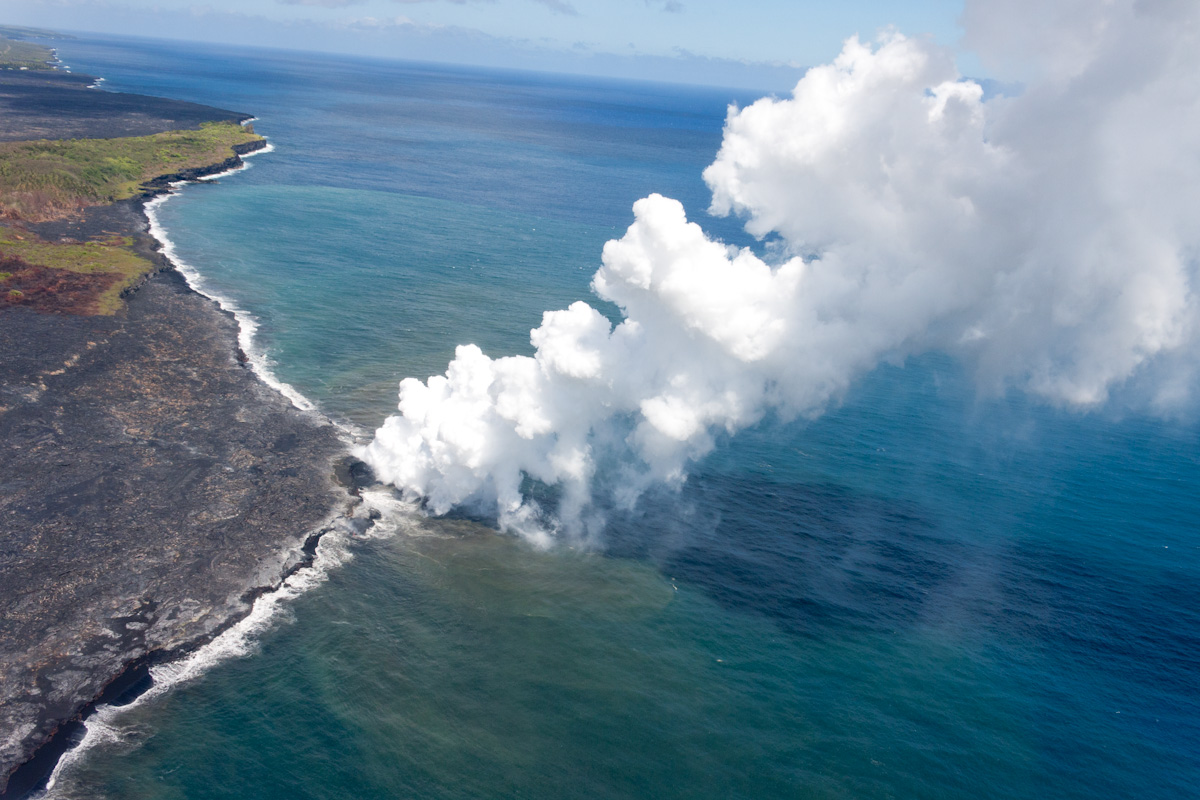
プウ・オオ火口からの溶岩流が海に達して水蒸気が上がっている。2010年9月。
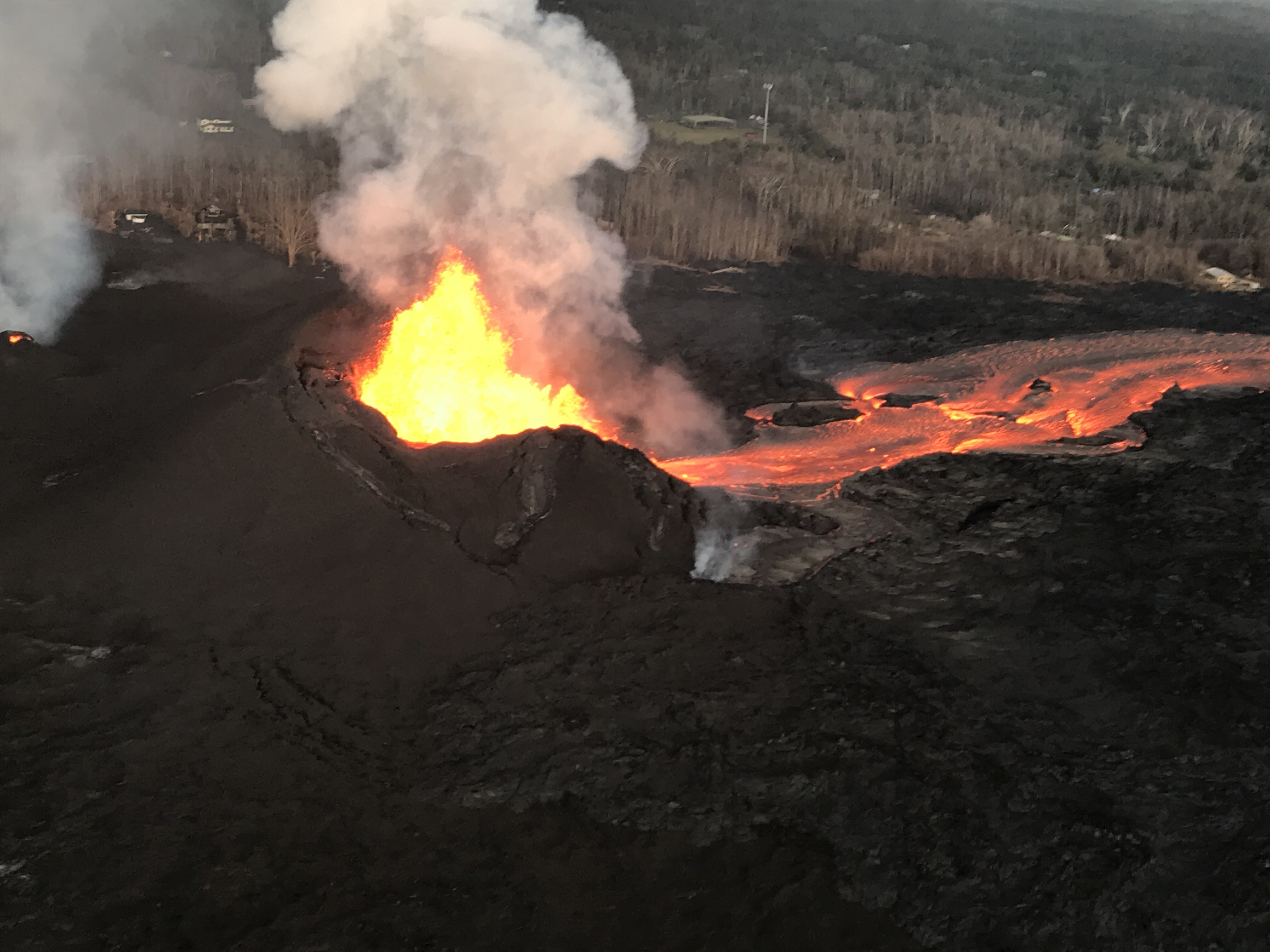
2018年の噴火のFissure 8。最も活動的な火口であった。
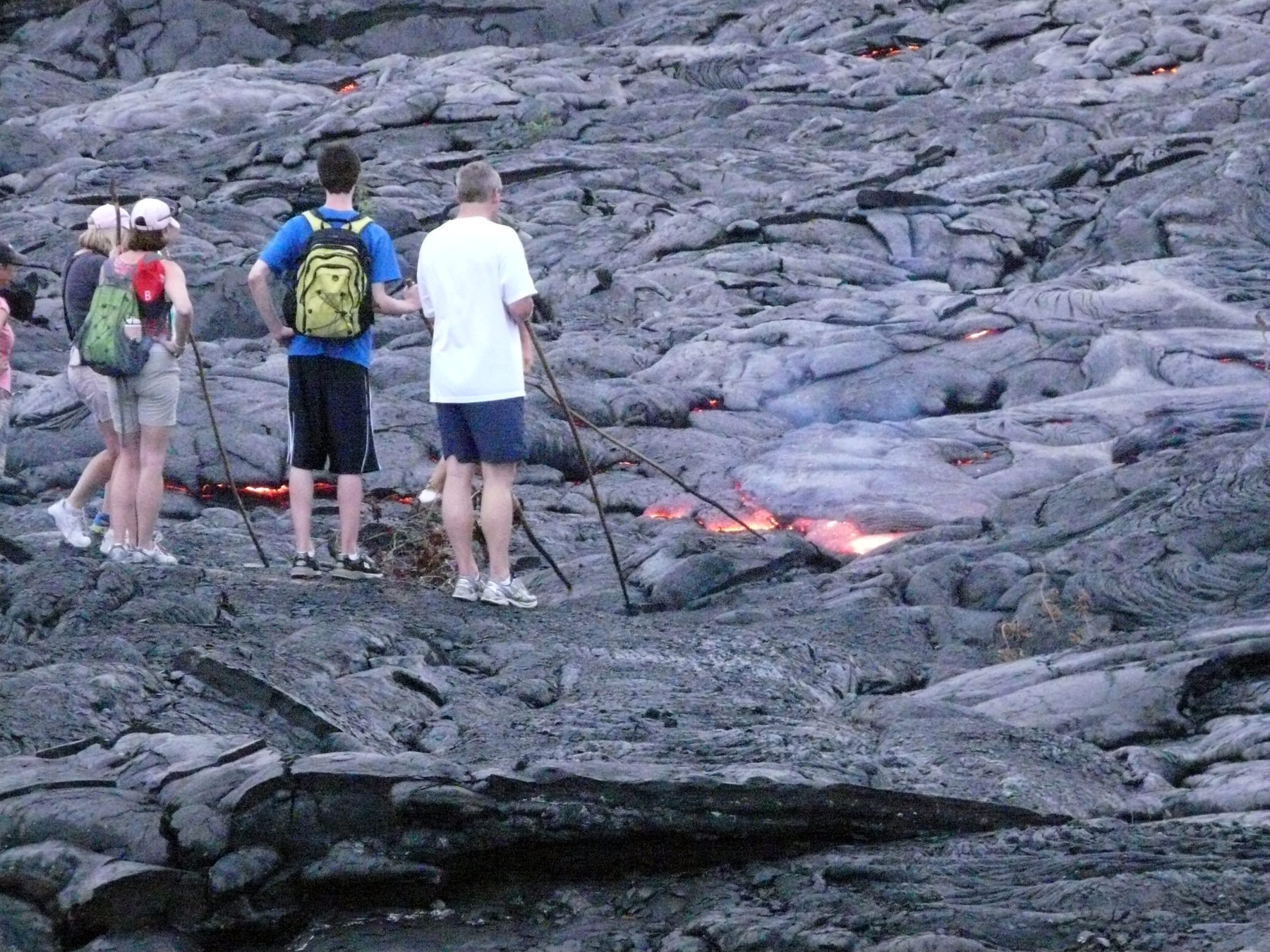
溶岩流を棒で突いて観察する観光客。
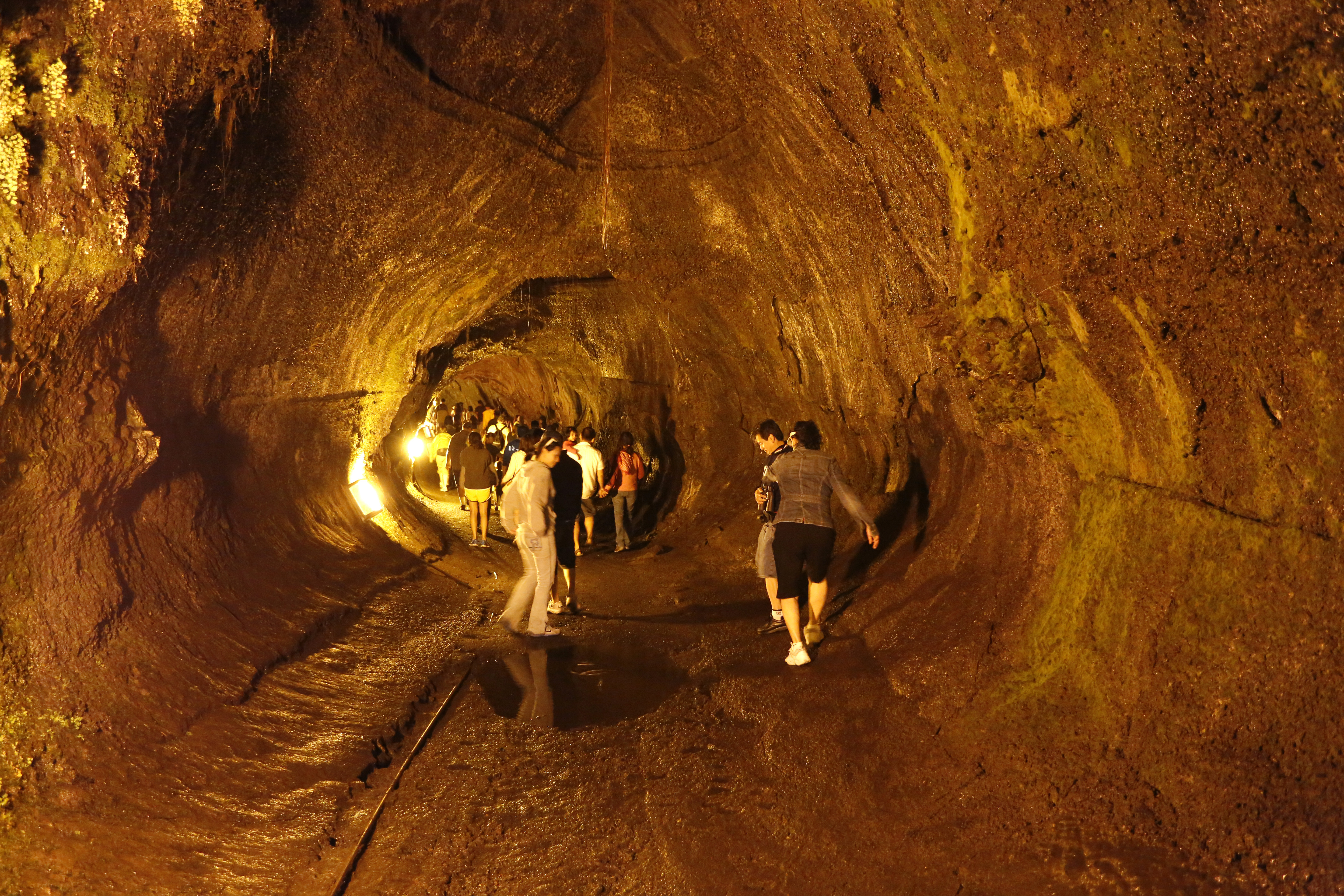
サーストン溶岩洞